# Vettore cardiaco
I vettori cardiaci in medicina descrivono quello che in fisica è conosciuto come momento di un dipolo elettrico, un'altra grandezza vettoriale. I vettori cardiaci costituiscono una semplificazione dell'attività elettrica delle cellule del miocardio. Al pari di qualsiasi altra grandezza vettoriale, il momento elettrico (o vettore cardiaco) di una porzione di miocardio possiede le seguenti componenti:
1. modulo: dato dalla somma dei singoli momenti di dipolo elettrici che si formano tra singole cellule miocardiche e ambiente extracellulare;
2. direzione: data dalla direzione di propagazione della corrente elettrotonica (un'altra grandezza vettoriale)
3. verso: dato dalla differenza di potenziale (una grandezza scalare) che in un determinato istante raggiunge valori positivi.

La registrazione dei vettori cardiaci ottenuti al passare di un ciclo cardiaco completo permette di ottenere un vettorcardiogramma. La stima parziale delle direzioni complessive di alcuni vettori cardiaci permette di ottenere l'asse cardiaco. 

## Definizione di momento di dipolo elettrico in un caso elementare e unitario
Poiché il miocardio di lavoro è un sincizio, ogni scarica generata dal tessuto miocardico di conduzione depolarizza diversi gruppi di cellule alla volta; quando parleremo di unità isto-funzionale ci riferiremo a "qualsiasi gruppo di cellule del miocardio di lavoro che negli stessi istanti riceve una corrente depolarizzante al di sopra del valore di soglia". 

### Modello del momento dipolare e assunzioni fondamentali
Durante la generazione di una corrente elettrotonica, tra l'unità isto-funzionale e l'ambiente extracellulare si verrà a creare una differenza di potenziale, poiché entrambi acquisiranno una carica Q. Seguono due assunzioni fondamentali: 
- Le cariche Q sono uguali tra loro ma di segno opposto.
- Le due cariche Q sono così vicine tra loro che sono "approssimante" ad un dipolo elettrico (vedi Fig.1)

Date due cariche di segno opposto e uguale modulo {\displaystyle q}, il momento elettrico {\displaystyle \mathbf {p} } è definito come:
{\displaystyle \mathbf {p} =q\mathbf {d} }
dove {\displaystyle \mathbf {d} } è il vettore spostamento dell'uno rispetto all'altro, orientato dalla carica negativa alla carica positiva. Si veda la figura 2 per maggiori spiegazioni. 
- La terza assunzione utilizzata riguarda d: la distanza tra cellula e ambiente extracellulare è sempre la stessa; pertanto il modulo del momento dipolare dipende soltanto dalla carica Q (quindi dalla depolarizzazione/fase sistolica; ripolarizzazione/fase diastolica). In altre parole deve valere:

{\displaystyle \mathbf {\dot {d}} =\mathbf {0} }
Questa notazione significa che la derivata del vettore {\displaystyle \mathbf {d} } rispetto al tempo deve essere nulla, cioè il vettore {\displaystyle \mathbf {d} } si mantiene costante (in modulo, direzione e verso) nel tempo. 
L'introduzione del concetto di momento di dipolo elettrico assume importanza fondamentale nell'ECG, poiché consente di misurare il valore di due entità (carica dell'ambiente intracellulare e carica dell'ambiente extracellulare) con un unico vettore.

### L'ECG: misurazione del momento di dipolo elettrico
Le onde tracciate con un elettrocardiogramma sono la rappresentazione grafica delle proiezioni (o derivate) del vettore "momento dipolo elettrico" lungo un asse definito per convenzione. Per comprendere l'entità del momento dipolare, è di grande utilità fare un parallelo con il concetto di momento meccanico applicato ad una chiave e ad un bullone (Fig. 3): Affinché il bullone si impianti al terreno (ovvero: affinché un'altra porzione di miocardio si depolarizzi) è necessario applicare due forze {\displaystyle q}(che per semplicità approssimeremo uguali tra loro). Queste due forze sono correlate dalla seguente relazione:
{\displaystyle \mathbf {p} =q\mathbf {d} }
In altre parole, la freccia rossa che si osserva in figura 3 è il risultato del prodotto vettoriale tra la freccia blu applicata dalla mano e quella della forza di resistenza del bullone.
Avendo posto, per assunzione, il valore di {\displaystyle \mathbf {d} } costante, potremo concludere che:
- Il valore (modulo) del momento {\displaystyle \mathbf {p} } è direttamente proporzionale alla carica {\displaystyle q}

O in altre parole:
- la forza per metro esercitata per consentire al bullone di impiantarsi al terreno {\displaystyle \mathbf {p} } è direttamente proporzionale alla forza che esercitiamo con la mano {\displaystyle q}
- il valore registrato con un elettrocardiogramma, derivato da {\displaystyle \mathbf {p} }, è direttamente proporzionale alla carica {\displaystyle q}. Maggiore sarà il valore di Q, maggiore sarà il risultato registrato da un ECG.[1]

Soltanto introducendo il momento di dipolo elettrico {\displaystyle \mathbf {p} } è possibile spiegare la natura delle onde di un ECG. Esso infatti:
- tiene conto della carica {\displaystyle q} di entrambe le entità che generano una differenza di potenziale;
- è in grado di descrivere con un unico valore l'orientamento del dipolo;
- può essere addizionato con altri momenti dipolari elettrici (vedi il caso multi-unitario di seguito).

### Tecniche patch-clamp
Nella cellula di miocardio a riposo si registrano, per mezzo di microelettrodi, le seguenti condizioni:
- ambiente pericellulare interno al miocita: potenziale di membrana negativo;
- ambiente pericellulare esterno al miocita: potenziale di membrana positivo.

Presupponendo che un microelettrodo sia impiantato all'interno di una cellula di miocardio e un altro al suo esterno si registrano, per diverse porzioni di miocardio, i seguenti valori di potenziale elettrico (ordinata y) in funzione del tempo (ascissa x) della figura 4:

Fig. 1: Linee di forza del campo elettrico generato da un dipolo elettrico. Il dipolo consiste di due cariche puntiformi di polarità opposta poste vicine: viene mostrata la trasformazione da dipolo di estensione finita a dipolo puntiforme.
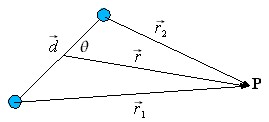
Fig. 2: Cerchi blu= Unità isto-funzionale miocardica e ambiente extracellulare; vettore d= distanza tra le due entità; P = punto in cui viene misurato il momento (P potrebbe essere il luogo dove viene posizionato un elettrodo durante l'esecuzione di un ECG).
Fig. 3: L'ECG misura il momento dipolare elettrico: seguendo l'esempio del testo; misura la forza vettoriale rossa che tende a sistemare il bullone.
Fig. 4: Con le tecniche patch-clamp è possibile misurare, per zone diverse di miocardio di lavoro, le seguenti variazioni di potenziale elettrico in funzione del tempo (t).

## Definizione di momento di dipolo elettrico in un caso elementare e multiunitario
Consideriamo una striscia di miocardio di lavoro; essa è: 
- eccitabile;
- refrattaria ad eccitazioni in serie nel tempo.

La prima caratteristica è responsabile della genesi del potenziale d'azione; la seconda è responsabile della sua direzionalità. 
A livello istologico, le unità-istofunzionali di miocardio sono collegate sia in serie che in parallelo, per mezzo di gap-junction. Per semplicità, considereremo soltanto le connessioni in serie, disponendo le cellule di miocardio in una semplice fila che risulta orizzontale in due dimensioni: 
Questo modello è lo stesso utilizzato per descrivere la propagazione del potenziale d'azione in un assone di cellula nervosa.
In un certo istante di tempo "t" le singole unità isto-funzionali acquisiranno dei momenti di dipolo elettrico, ognuno caratterizzato dai propri valori di modulo, verso, direzione; essi si disporranno con:
1. Verso determinato dalla zona in cui il potenziale assume valori positivi;
2. Direzione perpendicolare alla superficie cellulare e parallela rispetto ad un altro vettore momento dipolare;
3. Modulo dipendente dalla loro carica {\displaystyle q}e definito dalla relazione di cui sopra:

{\displaystyle \mathbf {p} =q\mathbf {d} }
È questa disposizione particolare e semplificata che consente al modello appena descritto di essere approssimato a sistema lineare, in cui vale il principio di sovrapposizione (un principio in cui è possibile sommare varie unità per ottenere una grandezza ausiliaria caratterizzante l'intero sistema). In altre parole, il miocardio viene approssimato ad una semplice zona isodimensionale (es. cubo) in cui i singoli momenti dipolari elettrici sono, in ogni istante del tempo, vettori paralleli tra di loro e con verso concorde.

Fig. 5 Il cuore propaga il suo potenziale d'azione in maniera analoga a quanto avviene in un assone nervoso amielinizzato. Il termine utilizzato in fisiologia per descrivere questa corrente è "elettrotono".
Fig. 6 Il collegamento in serie prevede l'unione di una singola estremità di una cellula con un'altra. Si supponga che la corrente depolarizzante vada da sinistra verso destra.
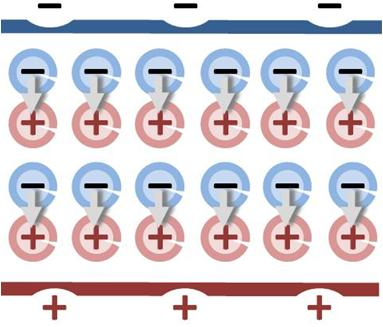
Fig. 7 I momenti dipolari elettrici delle singole unità possono essere sommati per costituire un unico vettore risultante definito "vettore cardiaco".
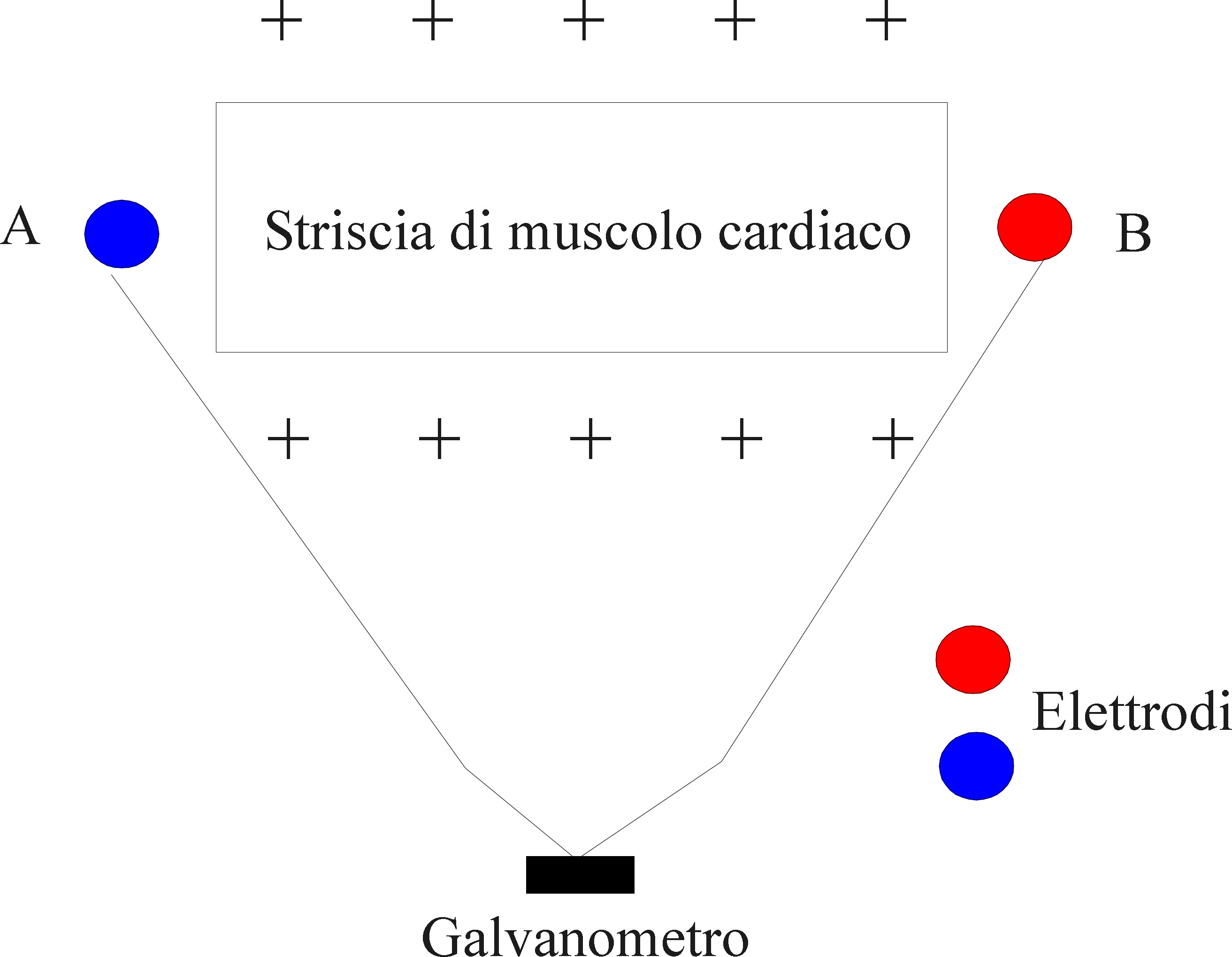
Fig. 8: Striscia di miocardio nella fase 4 di riposo.

### Fase 4: Miocardio di lavoro in fase di riposo (fase diastolica)
Dove le porzioni di superficie cellulare sono cariche positivamente, non si registrano differenze di potenziale, quindi l'ECG bipolare rimane isoelettrico. Poiché il momento di dipolo è praticamente costante al passare del tempo (t) non si registra alcuna deflessione. A seconda di come sono posizionati gli elettrodi è possibile registrare diverse componenti del vettore momento dipolare elettrico. Risulta utile fare riferimento alla figura 9.

Fig 9: Asse cartesiano dove le coordinate x e y rappresentano i punti potenziali dove vengono applicati i due elettrodi dell'ECG.

- Se la coppia di elettrodi viene posizionata a

{\displaystyle x=x_{0}}
{\displaystyle y=0}
allora il momento dipolare elettrico registrato dalla coppia di elettrodi sarà equivalente alla proiezione del vettore v (vettore momento dipolare elettrico) sull'asse delle ascisse.
- Se la coppia di elettrodi viene posizionata a

{\displaystyle x=0}
{\displaystyle y=y_{0}}
allora il momento dipolare elettrico registrato dalla coppia di elettrodi sarà equivalente alla proiezione del vettore v (vettore momento dipolare elettrico) sull'asse delle ordinate.
- Se la coppia di elettrodi viene posizionata a

{\displaystyle x=x_{0}}
{\displaystyle y=y_{0}}
allora il momento dipolare elettrico registrato dalla coppia di elettrodi sarà equivalente al vettore {\displaystyle {\vec {v}}} rappresentato in figura 9.

### Fase 0: Miocardio di lavoro in fase di eccitazione (fase di sistole isotonica)
Per modellizzare la fase 1 possiamo fare riferimento allo schema in figura 10. In questo modello è essenziale sottolineare diverse informazioni:
- La coppia di elettrodi è posizionata nell'ambiente pericellulare esterno della striscia di miocardio. Questo implica che la corrente registrata ha verso opposto rispetto a quella reale. Poiché, per convenzione, la corrente ha verso opposto rispetto al movimento degli elettroni, siamo nel caso fortunato in cui il verso del fronte di depolarizzazione corrisponde proprio al verso della corrente registrata.
- Gli elettrodi in realtà registrano una differenza di potenziale. Tuttavia, con le giuste approssimazioni (ad esempio assumendo che la striscia di miocardio sia un conduttore ohmico) è possibile calcolarne il modulo utilizzando la legge di Ohm:

{\displaystyle \bigtriangleup V=iR}

In altre parole: è possibile tracciare una proporzione diretta e affermare che se aumenta la differenza di voltaggio, a parità di resistenza R, aumenta anche il flusso di cariche elettriche. Questo spiega perché i vecchi galvanometri, che misuravano la corrente e non il voltaggio, registravano onde con polarità simile agli elettrocardiografi moderni.

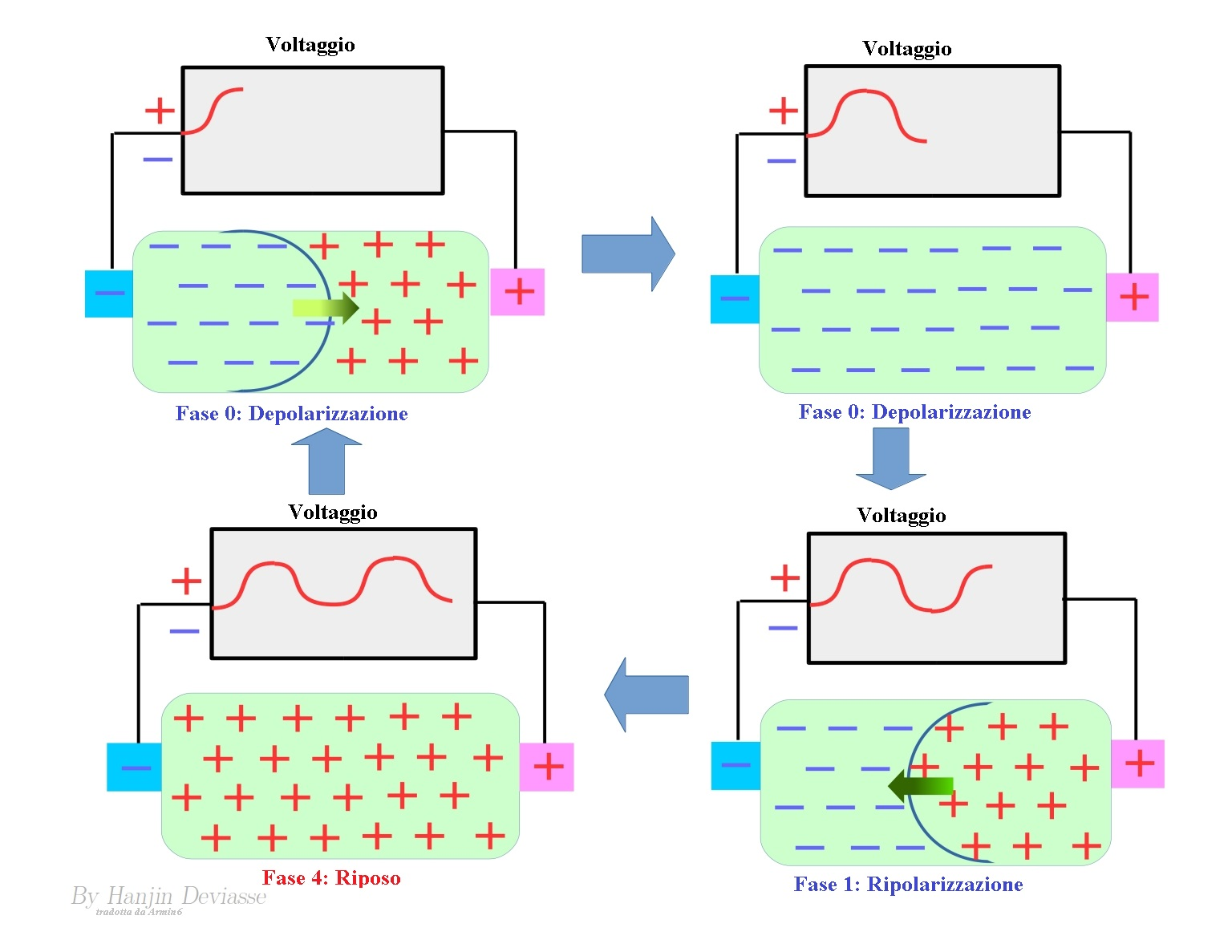
Fig. 10: Variazioni del potenziale in funzione del tempo durante un ciclo cardiaco. Nella realtà il fronte d'onda non si sposta in maniera omogenea, e il modulo del vettore cardiaco non è una funzione lineare rispetto alla posizione. Queste irregolarità sono a monte della diversità delle onde P, Q,R,S e T.

Se la striscia del miocardio viene stimolata dal lato sinistro, un'onda di depolarizzazione si propaga da sinistra verso destra. Pertanto, utilizzando le nozioni descritte prima è possibile affermare che:
- Per ogni unità istofunzionale si generano tanti dipoli elettrici, che per il principio di sovrapposizione è possibile sommare in maniera tale da ottenere un vettore cardiaco complessivo
- Il vettore cardiaco complessivo è semplificabile con la seguente relazione:

{\displaystyle \mathbf {p} =q\mathbf {d} }
dove {\displaystyle \mathbf {p} } è la somma vettoriale dei singoli dipoli elettrici, {\displaystyle q} è la somma vettoriale delle cariche dell'ambiente pericellulare esterno e {\displaystyle \mathbf {d} } rappresenta la distanza tra carica complessiva esterna e carica complessiva interna.  Poiché la carica {\displaystyle q}è anche uguale a:
{\displaystyle i=\bigtriangleup q/\bigtriangleup t}
e poiché
{\displaystyle i=V/R}
è possibile affermare che all'avanzare del fronte di depolarizzazione il modulo del vettore cardiaco complessivo aumenta.
Con il progredire dell'onda di depolarizzazione lungo la striscia del miocardio, la differenza del potenziale cresce e poi diminuisce, raggiungendo il massimo quando metà della striscia è depolarizzata.
La differenza di potenziale fra gli elettrodi A e B torna nuovamente a zero quando tutta la striscia è depolarizzata, poiché in questo momento entrambi gli elettrodi registrano uno stesso grado di elettronegatività. 

### Fase 1: Ripolarizzazione
Se la ripolarizzazione inizia dallo stesso punto della striscia del miocardio da cui era iniziata l'onda propagata di depolarizzazione, si registra una differenza di potenziale di polarità opposta a quella registrata durante la ripolarizzazione. Alla fine della fase di ripolarizzazione tutta quanta la striscia è completamente ripolarizzata e quindi non si registra più alcuna differenza di potenziale. 
Si registrerà un potenziale positivo, quando l'onda di depolarizzazione si avvicina alla derivazione, viceversa si registrerà un potenziale negativo se l'onda si allontana dalla derivazione.
Per semplificare, questo comportamento viene descritto tramite vettori elettrici. La grandezza del momento di dipolo durante la depolarizzazione ventricolare è massima quando circa metà della massa ventricolare è stata depolarizzata. La posizione del dipolo cardiaco è legata a quella dei due poli, positivo e negativo, nel corpo. 

## Il problema inverso dell'elettrocardiografia
Poniamo ora gli elettrodi A e B rispettivamente sul braccio destro e sinistro. Se il dipolo è orientato trasversalmente rispetto al corpo, l'elettrodo A registra un potenziale negativo, perché “vede” l'onda di depolarizzazione allontanarsi e propagarsi verso sinistra e pertanto l'elettrodo B registra un potenziale positivo. Nel caso del cuore c'è la convenzione di porre il verso del vettore di dipolo rivolto verso il polo positivo (quindi nel caso di cui sopra verso l'elettrodo B).  È necessario tenere presente che molte regioni del ventricolo si attivano contemporaneamente, pertanto in ogni istante della diffusione dell'onda di depolarizzazione attraverso i ventricoli vi sono numerosi vettori elettrici. Se si sommano tutti i vettori elettrici presenti in un dato momento si ottiene un vettore elettrico medio. Durante il periodo di depolarizzazione ventricolare compare una serie di questi vettori elettrici medi. La loro sequenza è registrata sull'ECG, quindi le deflessioni che compaiono su quest'ultimo durante l'iscrizione del complesso QRS rappresentano i cambiamenti di direzione e di ampiezza del vettore elettrico medio durante l'attivazione ventricolare.
Il vettore elettrico normale, nel piano frontale del corpo, è compreso tra –30° e +90°, quando l'asse della derivazione I è considerato come 0°. Quando il vettore elettrico è considerato maggiore di +90° si parla di deviazione assiale destra. Quando il vettore elettrico è minore di – 30° si parla di deviazione assiale sinistra. Le derivazioni precordiali forniscono dati utili sulla posizione del dipolo cardiaco nel piano orizzontale del corpo. L'analisi del vettore elettrico in questo piano è però di solito meno rigorosa di quella sul piano frontale.

### Limiti di efficienza del modello a dipolo
L'analisi del quadro elettrocardiografico ha spesso natura empirica. Questo è dovuto al fatto che di solito un ECG registra meno del 10% dell'attività elettrica del cuore. Questo avviene per un fenomeno noto come mutua cancellazione dei vettori elettrici. In pratica può succedere che diverse regioni del cuore siano attivate in direzioni opposte. Il momento di dipolo totale è la somma dei singoli momenti di dipolo. Se alcuni di questi sono opposti, il loro contributo complessivo è nullo, quindi una parte dell'attività elettrica cardiaca non è registrata perché alcuni vettori elettrici interagiscono annullando reciprocamente i rispettivi contributi al momento di dipolo totale. Una significativa cancellazione delle onde di depolarizzazione inizia non dalla superficie esterna dei ventricoli, ma dalla loro superficie endocardica. Poiché le fibre di Purkinje penetrano nel terzo interno della parete ventricolare, l'attivazione del miocardio ventricolare inizia come una sfera di tessuto depolarizzato all'interno della parete ventricolare. Finché una parte di questa sfera di depolarizzazione in espansione non raggiunge la superficie del ventricolo, gli elettrodi posti davanti alle varie regioni del cuore non registrano alcuna deflessione. Questo è dovuto al fatto che non esiste alcuna differenza di potenziale tra gli elettrodi posti al di fuori del ventricolo e quindi gran parte dell'attività elettrica non può essere registrata dagli elettrodi posti sulla superficie del corpo.